# IC 2593
IC 2593 ist eine Galaxie vom Hubble-Typ S: im Sternbild Hydra südlich der Ekliptik. Sie ist schätzungsweise 689 Millionen Lichtjahre von der Milchstraße entfernt und hat einen Durchmesser von etwa 80.000 Lichtjahren. Sie gilt als Mitglied der sieben Galaxien zählenden NGC 3313-Gruppe (LGG 209), ist dafür jedoch zu weit entfernt.
Im selben Himmelsareal befinden sich u. a. die Galaxien NGC 3296 und NGC 3297.
Das Objekt wurde am 10. April 1899 von Herbert Alonzo Howe entdeckt.